# 愛と青春キップ
『愛と青春キップ』は、2018年10月25日から11月18日にかけて上映された舞台で、ダンスに青春をかけた若者たちの成長を描く“ノンストップ・ダンスエンタテインメント”。Snow Man（ジャニーズJr.）の岩本照、渡辺翔太、阿部亮平がトリプル主演を務める。

## 概要
上映期間は2018年10月25日から11月11日にオルタナティブシアターにて全23回、11月17日と18日に京都劇場にて全3回。演出・振付は、地球ゴージャスプロデュース公演Vol.15『ZEROTOPIA』等に出演し、多くの舞台で演出や振付を担当する藤林美沙氏が手掛ける。

## キャスト
浦川亨
演 - 岩本照
誰もが一目置くダンスチームのリーダー。場を盛り上げることにかけては天才的たが少々空回ることがある。誰よりも踊ることが好き。無人島でのサバイバル能力は微妙。
小笠原優
演 - 渡辺翔太
歌もダンスも丁寧であり、自分の殻に閉じこもっていたところを、亨・修一と踊ることによって救われたと思っている。落ち込んだ経験があるからこそ誰よりも優しい。
西岡修一
演 - 阿部亮平
スーパーポジティブ。いつも明るく面倒見がいい男で、頑張り屋。叩き上げの勅使河原のことを尊敬しており、ステージ上では勅使河原の信任も厚い。
大鳥居慎吾
演 - 佐々木崇
仲間の最年長で、先輩としてリーダーになりたいのだが、誰もがそれを認めたことはない。調子の良さと根っからの明るさ、愛嬌が持ち味。声も身体も大きい。
小玉時生
演 - 高岡裕貴
几帳面を絵にかいたような男で、大スターである勅使河原静のバックダンサーをしながら、マネージャーをしている。時々、辛辣なことを言う。慎吾とは凸凹コンビ。
橘りつ子
演 - 中島早貴
勅使河原のヘアメイク兼付き人。元々はダンサーを志していたが、自分の才能に見切りをつけ、大スターである勅使河原の付き人になる。しかし、ダンスへの想いが燻っている。
田代優子
演 - 菜々香
人生を諦めるほど精神的に追い込まれ、死に場所をさがして船に乗り合わせる。海難事故に合い、助けられる過程でもう一度自分と向き合う。
勅使河原静
演 - 剣幸
かつてダンサーとして名を馳せた往年の大スター。
吉沢ミエ
演 - 髙橋果鈴
小島レイ
演 - 松原夏海
小早川涼子
演 - 田口恵那
吉野源三郎
演 - 松澤一之

## スタッフ
- 脚本 - モトイキシゲキ[2]
- 演出 - 藤林美沙[2]
- 振付 - 藤林美沙[2]
- 音楽 - 鎌田雅人[2]
- 美術 - 松生紘子[2]
- 照明 - 森規幸[2]
- 音響 - 武田安記[2]
- 衣装 - 山下和美[2]
- ヘアメイク - 中原雅子[2]
- 映像 - ムーチョ村松[2]
- 歌唱指導 - 今井マサキ[2]
- 演出助手 - 林洋平[2]
- 舞台監督 - 中島武[2]
- 宣伝写真 - 神ノ川智早[2]
- 宣伝美術 - 山下浩介[2]
- 東京公演主催・企画制作 - エイベックス・エンタテインメント／プロデュースNOTE[2]
- 大阪公演主催 - サンライズプロモーション大阪[5]